# Гребля Бугара
Гребля Бугара (Bougara) – гідротехнічна споруда на півночі Алжиру.
Греблю спорудили в 1989 (за іншими даними – 1991) році на уеді Нахр-Уассел (Nahr Ouassel) – лівій твірній уеду Челіфф, що починається ще в регіоні Високих плато, проривається через хребти Тель-Атласу та впадає до Середземного моря за сім десятків кілометрів на схід від Орану. При цьому вище по Нахр-Уассел розташована гребля Дахмуні, а нижче по сточищу вже на Челіфф – гребля Бугзул. Водозбірний басейн вище від споруди складає 454 км2 (без урахування басейну вище від греблі Дахмуні) із середньорічним рівнем опадів біля 350 мм. Призначенням греблі є іригація.
В межах проекту долину уеду перекрили земляною спорудою висотою 20 метрів та довжиною 300 метрів. 
Гребля утворила водосховище об’ємом 12,9 млн м3, при цьому станом на 2005 рік унаслідок замулення цей показник скоротився до 11,3 млн м3.